# Juan Sebastián Elcano
Juan Sebastián Elcano, även Del Cano, på baskiska Elkano, född 1476 i Getaria, död 
4 augusti 1526 på Stilla havet, var en spansk (baskisk) sjöfarare som fullbordade den första världsomseglingen (1519–1522).
Sedan befälhavaren Ferdinand Magellan dödats på Filippinerna i april 1521, övertog Elcano befälet över expeditionen och förde den säkert hem till Spanien. Det var dock endast ett av de ursprungligen fem skeppen, Victoria, som med 18 européer och fyra indianer ombord nådde Spanien i september 1522. Tre år senare fick Elcano tillsammans med García Jofre de Loaísa befälet över en flotta på sju skepp som skulle göra anspråk på Kryddöarna (Moluckerna) för Karl I av Spanien. Elcano avled dock under korsandet av Stilla havet.
Elcano är namnet på spanska flottas skolfartyg.

## Överlevare från expeditionen

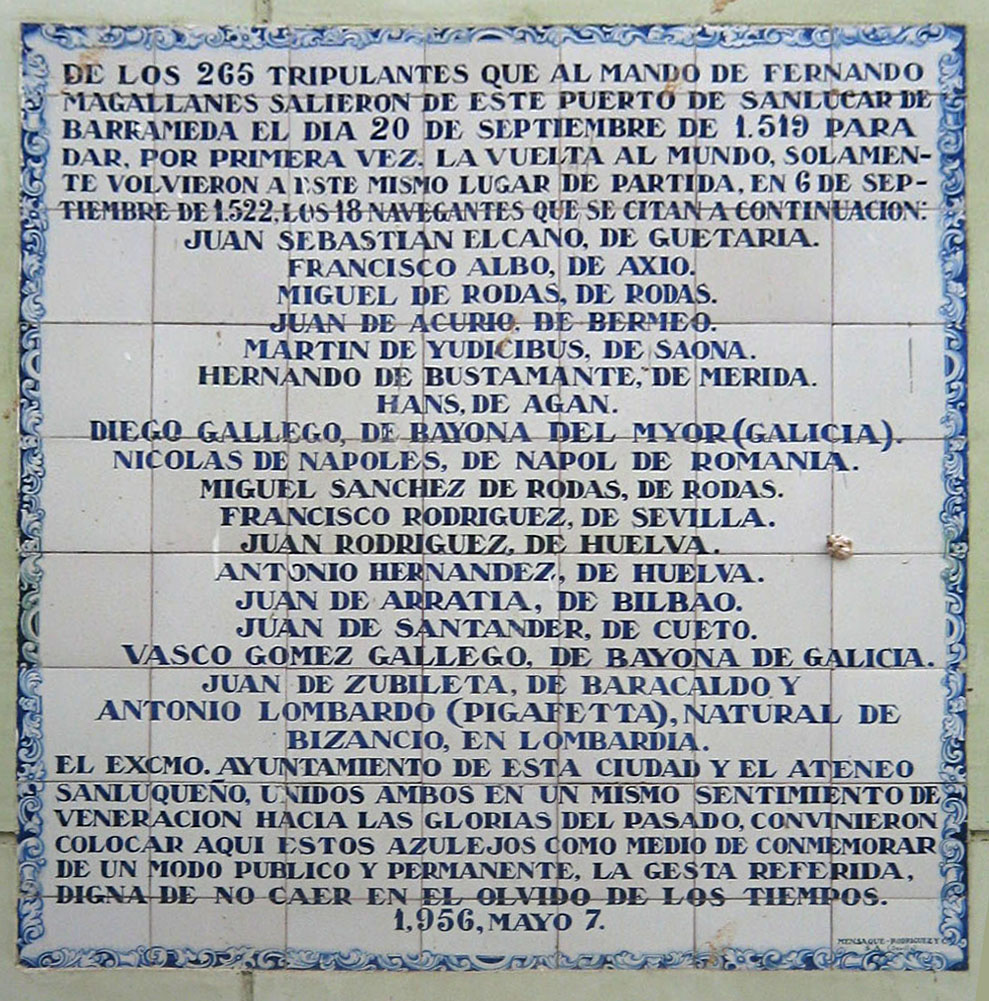
Minnesmärke över de arton som överlevde den första världsomseglingen. Juan Sebastián de Elcano står överst bland de medräknade.

Nedan redovisas namnen på de arton män som återvände till Sanlúcar på fartyget Victoria år 1522, och återfinns på minnesmärket utanför stadshuset i Sanlúcar de Barrameda
| Namn                                               | Befattning           |
| -------------------------------------------------- | -------------------- |
| Juan Sebastián Elcano, från Getaria                | Kapten               |
| Francisco Albo, från Axio                          | Styrman              |
| Miguel de Rodas, från Rhodos                       | Styrman              |
| Juan de Acurio, från Bermeo                        | Styrman              |
| Antonio Lombardo (Pigafetta), från Vicenza         | Andre styrman        |
| Martín de Yudícibus, från Savona                   | Matros               |
| Hernando de Bustamante, från Mérida                | Sjöman och barberare |
| Nicolás el Griego, från Neapel                     | Sjöman               |
| Miguel Sánchez de Rodas, från Rhodos               | Sjöman               |
| Antonio Hernández Colmenero, från Huelva           | Sjöman               |
| Francisco Rodríguez, portugis från Sevilla         | Sjöman               |
| Juan Rodríguez, från Huelva                        | Sjöman               |
| Diego Carmena, från Bayona                         | Sjöman               |
| Hans, från Aachen                                  | Vaktman              |
| Juan de Arratia, från Bilbao                       | Jungman              |
| Vasco Gómez Gallego "portugisen", från Bayona      | Jungman              |
| Juan de Santandrés, eller de Santander, från Cueto | Jungman              |
| Juan de Zubileta, från Barakaldo                   | Jungman              |

## Eftermäle
Asteroiden 3060 Delcano är uppkallad efter Juan Sebastián de Elcano.